# Матей Мілло
Матей Мілло (рум. Matei Millo; *25 листопада 1814 с. Столнічень-Прежеску — †9 вересня 1896, Бухарест) — румунсько-молдовський актор, драматург, комедіограф, педагог, перекладач.

## Біографія
Здобув освіту в Академії в Яссах.
З 1848 виступав на сцені Ясського театру, пізніше керував ним. У 1835 зблизився з «Театром товариства», в якому здійснив постановку кількох своїх сатиричних п'єс («Поет-романтик», «Постельничий Сандру Курков»).
У 1857 сформував власну театральну трупу і виступав з нею в Бухаресті і провінційних містах.
У 1852-1877 (з перервами) був художнім директором столичного Національного театру, виступав на сцені театру і як актор.

## Творчість

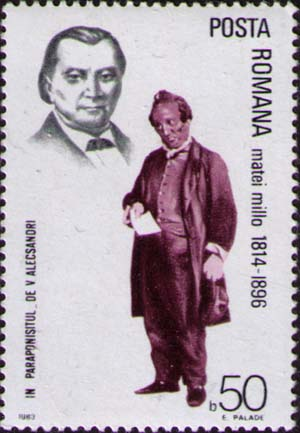
Актор Матей Мілло в спектаклі «Незадоволений». Поштова марка Румунії. Серія: Румунські актори. 1983

Мілло — перший румунсько-молдовський актор реалістичної школи, його гра відрізнялася глибокою людяністю. Він став реформатором румунського театру. Замість напіваматорських вистав Мілло створював професійні реалістичні спектаклі зі злагодженим акторським ансамблем, наповненим соціальним і патріотичним звучанням.
Діяльність Мілло сприяла формуванню національної акторської школи. Він надавав великого значення декораційному оформленню костюмів — як основних компонентів спектаклю.
Мілло — автор п'єс, сатиричних комедій і фарсів, що висміюють занепад моралі правлячих класів, політиканство, корупцію:
- «Нішкореску» (1849),
- «Заклик з Векерешті» (1872),
- «Старі сукні, політичне лахміття» (1876).

## Ролі в театрі

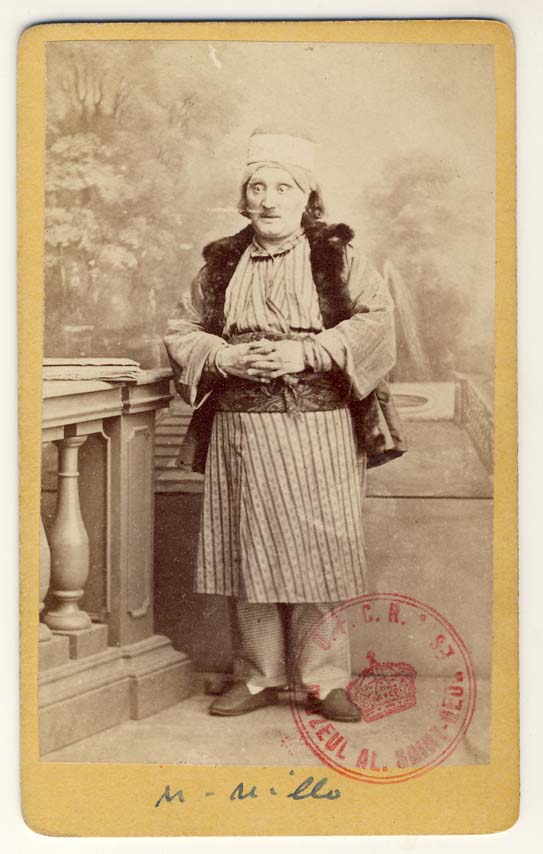
Мілло в одній із ролей. 1860

Мілло був ревним прихильником національного репертуару і блискучим комедійним актором. Виконав цілий ряд ролей в водевілях, фарсах і комедіях Васіле Александрі, а також власних п'єсах. Грав в творах Мольєра, Гюго (які сам переклав на румунську мову), Шекспіра та інших.